# Sekenke Gold Mine

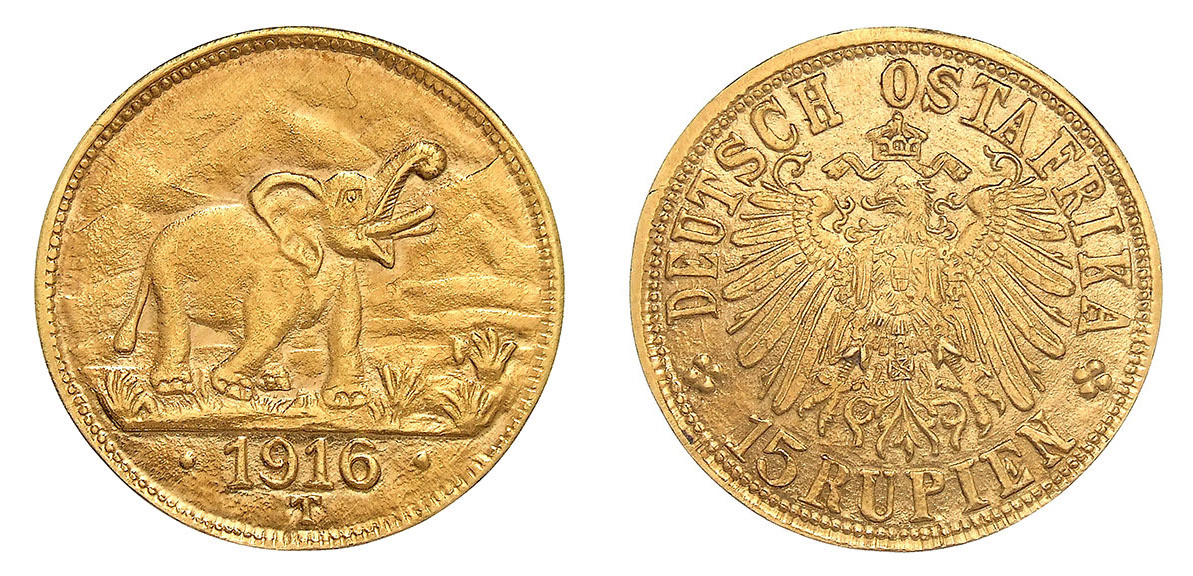
15 Rupien in Gold (1916), geprägt in Tabora

Die Sekenke-Goldmine (englisch: Sekenke Gold Mine, ehemals auch: Sachsenwald) war ein Goldbergwerk im Norden der Region Singida in Tansania.
In der Zeit vor dem Zweiten Weltkrieg war die Sekenke-Mine der größte einzelne Goldproduzent im damaligen Tanganjika.
Das Bergwerk wurde 1959 geschlossen und die Explorationsrechte im Bereich der alten Mine liegen nun bei dem kanadischen Bergbauunternehmen Barrick Gold über deren Tochtergesellschaft Sekenke Exploration Limited, während das weitere Gebiet rund um die Mine von Currie Rose Resources Inc. erkundet wurde.

## Geschichte
Der heutige Goldabbau in Tansania geht auf die deutsche Kolonialzeit zurück und begann mit Goldfunden in der Nähe des Viktoriasees 1894.
Sekenke war die erste Goldmine in der Kolonie, als sie 1909 ihren Betrieb aufnahm, nachdem dort 1906 Gold entdeckt worden war.
Der Abbau wurde von der 1905 in Berlin von Otto Schloifer, Scharlach und Lenz gegründeten Zentralafrikanischen Bergwerksgesellschaft betrieben, die im August 1908 die Konzession hierfür vom sog. Irangi Syndikat erworben hatte.
Noch während des Ersten Weltkriegs wurden mit dem Gold der Sekenke-Mine Münzen geprägt, mit denen die deutsche Schutztruppe bezahlt wurde, während sie gegen die Alliierten kämpfte.
In der Folge war Sekenke eine von zwei Minen, die in der Region betrieben wurden, die andere war die Kirondatal-Goldmine. Sekenke wurde in der Vorkriegszeit der späten 1930er Jahre in Tansania zum größten einzelnen Goldproduzenten, insbesondere, als der Goldabbau im Land zwischen 1930 und dem Zweiten Weltkrieg einen Boom erlebte.
Sekenke war als Untertagebergwerk entwickelt worden, dessen Stollen bis zu 200 m unter die Oberfläche reichten. Die Mine produzierte in ihren besten Jahren bis zu 140.000 Unzen Gold, während die nahegelegene Kirondatal-Mine, die von 1934 bis 1950 aktiv war, etwas mehr als 7.000 Unzen im Jahr produzierte. Die Sekenke-Mine wurde 1959 geschlossen, nachdem sie in den 50 Betriebsjahren einen durchschnittlichen Ertrag von 15,4 g/t Gold und 2,5 g/t Silber erbracht hatte.
Bis 1967 war die Goldproduktion in Tansania auf eine unbedeutende Menge zurückgegangen, wurde jedoch Mitte der 1970er Jahre wiederbelebt, als der Goldpreis erneut stieg. In den späten 1990er Jahren begannen ausländische Bergbauunternehmen, in die Exploration und Erschließung von Goldvorkommen in Tansania zu investieren, was zur Eröffnung einer Reihe neuer Minen führte. Die Sekenke-Mine wurde jedoch nicht wiedereröffnet.